# ポートランド国際ジェットポート
ポートランド国際ジェットポート（英: Portland International Jetport、仏: Aéroport international de Portland）は、アメリカ合衆国メイン州カンバーランド郡にある空港。ポートランドの中心部から西に約3Kmに位置する。

## 主な航空会社
- アメリカン・イーグル
- デルタ・コネクション
- ユナイテッド・エクスプレス
- サウスウエスト航空
- ジェットブルー航空
- フロンティア航空
- ケープエア
- サンカントリー航空

## 主な就航路線
アトランタ、ボルチモア、シャーロット、シカゴ/ORD、シンシナティ、デトロイト、ミネアポリス、ニューアーク、ニューヨーク/JFK、ニューヨーク/LGA、オーランド、フィラデルフィア、ワシントン/ダレス、ワシントン/ナショナル